# Мусевич Георгій Степанович
Георгій Мусевич (11 листопада 1931 року в селі Дмитровичі Каменецького району Берестейської області — 6 лютого 2014 м. Каменець Берестейської області) — громадський діяч, заслужений тренер. Житель Каменця.

## Шкільні роки
Перед початком Другої Світової війни в 1939 році Георгій Степанович закінчив перший клас Дмитровицькой польської школи, пізніше — два класи Дмитровицькой російської школи. У 1941 році родина переїхала в Каменець. У 1944 році Георгій Степанович пішов в Каменецьку російську школу в четвертий клас, а через місяць навчання був переведений в п'ятий клас. Сам навчився плавати і в 1946 році став чемпіоном області з плавання. У 1947 році — чемпіон Білорусі в цьому ж виді спорту. У 1948 році зі своїми друзями організував першу районну спартакіаду школярів.

## Тренерська робота
Закінчив мінський інституту фізичної культури і п'ять років пропрацював вчителем фізкультури в середній школі м. Високе. Його вихованці ставали чемпіонами БССР, призерами та чемпіонами Всесоюзної Спартакіади учнів. У 1959 році став директором створеної дитячо-юнацької спортивної школи «Пуща». Школа стала найкращою в Білорусі серед районних спортивних шкіл. Виконував обов'язки позаштатного інспектора Кам'янецького відділу освіти. 15 років був старшим тренером збірних команд Берестейського обласного відділу освіти з метання. У 60 ті роки вперше в Радянському Союзі їм була введена «ступінчаста» система дитячих змагань, розроблено більше 50 методичних посібників з фізкультури і спорту . Його досвід роботи в ДЮСШ опублікований Міністерством освіти БРСР. Понад сто вихованців Георгія Степановича отримали професію вчителя і тренера.

## Краєзнавство
Головував на зборах Українського громадсько-культурного об'єднання Берестейської області. Заступник голови УГКО БО. Член УНПС «Берегиня». Підтримував діяльність в школах Каменецького району факультативів української мови. Автор 600 краєзнавчих нарисів. Зібрані ним приклади фольклору увійшли до збірки «Там за гаєм, гаєм. Сучасні народні пісні та приказки записані на Берестейщині» (2000). Ініціатор полеміки з питань національної культури в районній газеті «Навіны Камянеччыны». 1500 книг з власного книгозбору передав у бібліотеки Берестя, Каменця, Гайнівки. Популяризував культ Каменецької ікони Божої Матері, ініціював канонізацію Володимира Васильковича. Брав участь в організації «Рейду Полісся-2011».

## Нагороди
Отримав звання «Відмінник народної освіти БССР», «Відмінник освіти СРСР», нагороджений медаллю «За трудову доблесть». У 1991 році йому присвоїли звання «Заслужений тренер Білорусі». Отримав гонорову грамоту Національного олімпійського комітету Представництва національного олімпійського комітету Білорусі в Берестейській області.

## Праці
Книги:
- Мой город к 720 летию г. Каменца (1996)
- «Священник. Писатель. Поэт. Переводчик» (2003)
- Народ, который жил среди нас: многострадальному еврейскому народу посвящается[недоступне посилання з жовтня 2019] (2009)
- Жизнь и смерть последнего польского короля

Статті:
- Українці на Каменеччині [Архівовано 25 лютого 2014 у Wayback Machine.]
- Княгиня Ольга, жена книжника и философа, или Древняя история выходит из тени
- О наших земляках в Государственной Думе Российской империи
- Парижская школа живописи питалась и белорусскими истоками